# Patricia Hornsby-Smith, Baroness Hornsby-Smith
Margaret Patricia Hornsby-Smith, Baroness Hornsby-Smith PC DBE (* 17. März 1914 in East Sheen; † 3. Juli 1985) war eine britische Politikerin der Conservative Party, die mit Unterbrechungen zwanzig Jahre lang Abgeordnete des House of Commons war und 1974 als Life Peeress aufgrund des Life Peerages Act 1958 Mitglied des House of Lords wurde.

## Leben

### Berufliche Laufbahn und Unterhausabgeordnete
Patricia Hornsby-Smith, Tochter eines Sattel- und Schirmmachers, arbeitete nach dem Besuch der Grundschule von East Sheen sowie der Richmond County School for Girls als Sekretärin bei verschiedenen Unternehmen. Bereits frühzeitig engagierte sie sich in der Conservative Party und wurde 1941 Leitende Privatsekretärin von Roundell Palmer, 3. Earl of Selborne, der vom 22. Februar 1942 bis zum 23. Mai 1945 Minister für wirtschaftliche Kriegsführung (Minister for Economic Warfare) war. Nach Ende des Zweiten Weltkrieges begann sie ihre eigentliche politische Laufbahn in der Kommunalpolitik, als sie von 1945 bis 1949 Mitglied des Rates des Municipal Borough of Barnes war.
Bei den Unterhauswahlen vom 23. Februar 1950 wurde Patricia Hornsby-Smith als Kandidatin der Conservative Party im Wahlkreis Chislehurst erstmals als Abgeordnete in das House of Commons gewählt, wobei sie sich mit einer Mehrheit von nur 167 Stimmen gegen den damaligen Wahlkreisinhaber der Labour Party, George Wallace durchsetzen konnte. Dem Unterhaus gehörte sie zunächst bis zu ihrer Niederlage gegen den Kandidaten der Labour Party Alistair Macdonald bei den Unterhauswahlen am 31. März 1966 an. Macdonald hatte dabei eine Mehrheit von 810 Stimmen.

### Juniorministerin und Oberhausmitglied
Nach dem Wahlsieg der konservativen Tories bei den Unterhauswahlen am 25. Oktober 1951 wurde Pat Hornsby-Smith von Premierminister Winston Churchill am 3. November 1951 zur Parlamentarischen Sekretärin im Gesundheitsministerium (Parliamentary Secretary to the Minister of Health) ernannt und war in dieser Funktion bis zum 18. Januar 1957 eine der wichtigsten Berater der damaligen Gesundheitsminister Harry Crookshank, Iain Macleod und Robin Turton.
Danach war sie zwischen dem 18. Januar 1957 und dem 22. Oktober 1959 in der Regierung von Premierminister Harold Macmillan Unterstaatssekretärin (Under-Secretary of State) im Innenministerium (Home Office). Zusammen mit den in dieser Zeit ebenfalls tätigen Unterstaatssekretäre Jocelyn Smith und David Renton war sie maßgebliche Beraterin des langjährigen Innenministers (Secretary of State for Home Affairs) Rab Butler. In der Funktion als Unterstaatssekretärin im Innenministerium befasste sie sich unter anderem mit Flüchtlingspolitik und Fragen der Staatsbürgerschaft. 1960 gehörte sie neben Mervyn Pike und Edith Pitt zu den drei einzigen Frau in der erweiterten Regierung Macmillans.
Zuletzt wurde Patricia Hornsby-Smith, die 1959 auch Privy Councillor wurde, am 22. Oktober 1959 Gemeinsame Parlamentarische Sekretärin beim Minister für Pensionen und die Nationalversicherung (Joint Parliamentary Secretary to the Minister of Pensions and National Insurance) und behielt diese Funktion bis zum 31. August 1961. Während dieser Tätigkeit war sie zusammen mit den zeitweilig ebenfalls als Parlamentarische Sekretäre fungierenden William Fletcher-Vane, Bernard Braine und Richard Sharples eine der engsten Mitarbeiter des damaligen Ministers John Boyd-Carpenter. Am 1. September 1961 wurde sie Dame Commander des Order of the British Empire (DBE).
Bei den Unterhauswahlen vom 18. Juni 1970 gelang es ihr den Wahlkreis Chislehurst gegen Alistair Macdonald mit einer Mehrheit von 3363 Wählerstimmen zurückzuerobern, wodurch sie bis zu den Unterhauswahlen am 28. Februar 1974 wieder als Abgeordnete dem House of Commons angehörte. Bei der Unterhauswahl am 28. Februar 1974 unterlag sie ihrem Herausforderer Geoffrey Edge von der Labour Party, der eine Mehrheit von 366 Wählerstimmen hatte.
Nach ihrem Ausscheiden aus dem House of Commons wurde Patricia Hornsby-Smith durch ein Letters Patent vom 13. Mai 1974 als Life Peeress mit dem Titel Baroness Hornsby-Smith, of Chislehurst in Kent, in den Adelsstand erhoben und gehörte damit bis zu ihrem Tod dem House of Lords als Mitglied an.